# Barney Battles, Jr.
Bernard « Barney » Joseph Battles (né le 12 octobre 1905 à Musselburgh en Écosse et mort en novembre 1979 à Édimbourg en Écosse) était un joueur de football, international écossais et américain. Son père, Barney Battles, Sr., était également footballeur.

## Palmarès
Heart of Midlothian FC
- Meilleur buteur du Championnat d'Écosse de football (1) :
  - 1931: 44 buts.